# Список морганатических супругов Романовых

Генеалогическое древо дома Романовых на февраль 1917 года. Представлен Российский Императорский Дом c входящими в них боковыми линиями герцогов Лейхтенбергских, принцев Ольденбургских, герцогов Мекленбургских; члены Дома изображены с морганатическими женами и потомством.

Список морганатических супругов Романовых включает лиц, вступивших в признанный морганатический брак с представителями Российского Императорского дома. Хронологический период — от издания в 1797 году павловского закона о престолонаследии до Февральской революции и отречения Николая II и Михаила Александровича (весна 1917 года).
Поскольку ольденбургские, лейхтенбергские и мекленбург-стрелицкие потомки Романовых по женской линии также считались членами Российского императорского дома, их неравнородные браки также считались морганатическими.

## Морганатические браки

### Список
| Год  | Портрет | Имя                                            | Пожалованное имя                                         | Супруг                                                                        | Потомство                                                                   | Примечание                                                                  |
| ---- | ------- | ---------------------------------------------- | -------------------------------------------------------- | ----------------------------------------------------------------------------- | --------------------------------------------------------------------------- | --------------------------------------------------------------------------- |
| 1820 |         | Грудзинская, Жанетта Антоновна                 | графиня/княгиня Лович                                    | Великий князь Константин Павлович                                             | нет                                                                         | нет                                                                         |
| 1853 |         | Строганов, Григорий Александрович (1824-1879)  | Великая княжна Мария Николаевна                          | Великая княжна Мария Николаевна                                               | Строганова, Елена Григорьевна и умерший сын                                 | Строганова, Елена Григорьевна и умерший сын                                 |
| 1863 |         | Булацель, Мария Ильинична                      | графиня фон Остернбург                                   | Его Высочество принц Николай Петрович Ольденбургский                          | графы фон Остернбург                                                        | графы фон Остернбург                                                        |
| 1869 |         | Опочинина, Дарья Константиновна                | графиня Богарнэ                                          | Его Высочество Евгений Максимилианович, 5-й герцог Лейхтенбергский (1-й брак) | графиня Богарне, Дарья Евгеньевна                                           | графиня Богарне, Дарья Евгеньевна                                           |
| 1878 |         | Дрейер, Надежда Александровна                  | Искандер                                                 | Великий князь Николай Константинович                                          | князья Искандер                                                             | Позже имел несколько жен, причем одновременно                               |
| 1878 |         | Акинфова, Надежда Сергеевна                    | графиня Богарне                                          | Его Высочество Николай Максимилианович, 4-й герцог Лейхтенбергский            | герцоги Лейхтенбергские (с совершенным отделением от императорской фамилии) | герцоги Лейхтенбергские (с совершенным отделением от императорской фамилии) |
| 1878 |         | Скобелева, Зинаида Дмитриевна                  | графиня Богарне (1878), герцогиня Лейхтенбергская (1889) | Его Высочество Евгений Максимилианович, 5-й герцог Лейхтенбергский (2-й брак) | нет                                                                         | нет                                                                         |
| 1880 |         | Долгорукова, Екатерина Михайловна              | светлейшая княгиня Юрьевская                             | Император Александр II                                                        | Князья Юрьевские                                                            | Князья Юрьевские                                                            |
| 1882 |         | Джапаридзе, Агриппина Константиновна           | графиня Зарнекау (фон Царнекау)                          | Его Высочество принц Константин Петрович Ольденбургский                       | Графы Зарнекау                                                              | Графы Зарнекау                                                              |
| 1890 |         | Вонлярлярская, Наталья Фёдоровна               | Графиня Карлова                                          | Его высочество герцог Георгий Георгиевич Мекленбург-Стрелицкий                | Графы Карловы                                                               | Графы Карловы                                                               |
| 1891 |         | Меренберг, София Николаевна                    | графиня де Торби                                         | Великий князь Михаил Михайлович                                               | Графы Де Торби                                                              | Графы Де Торби                                                              |
| 1902 |         | Палей, Ольга Валериановна                      | графиня фон Гогенфельзен, княгиня Палей                  | Великий князь Павел Александрович                                             | Князья Палей                                                                | Князья Палей                                                                |
| 1911 |         | Багратион-Мухранский, Константин Александрович | Княжна императорской крови Татьяна Константиновна        | Княжна императорской крови Татьяна Константиновна                             | Багратион-Мухранские                                                        | Багратион-Мухранские                                                        |
| 1912 |         | Шереметьевская, Наталья Сергеевна              | графиня Брасова                                          | Великий князь Михаил Александрович                                            | Брасов, Георгий Михайлович                                                  | Брасов, Георгий Михайлович                                                  |
| 1914 |         | Юсупов, Феликс Феликсович                      | Княжна императорской крови Ирина Александровна           | Княжна императорской крови Ирина Александровна                                | Юсупова, Ирина Феликсовна                                                   | Юсупова, Ирина Феликсовна                                                   |
| 1916 |         | Куликовский, Николай Александрович             | Великая княжна Ольга Александровна                       | Великая княжна Ольга Александровна                                            | Куликовские-Романовы                                                        | Куликовские-Романовы                                                        |

## Тайные браки
Браки, информация о которых основана на слухах и не была никогда подтверждена.
| Год       | Портрет | Имя                              | Пожалованное имя                 | Супруг                              | Потомство                                    | Примечание                                          |
| --------- | ------- | -------------------------------- | -------------------------------- | ----------------------------------- | -------------------------------------------- | --------------------------------------------------- |
| 1741      |         | Разумовский, Алексей Григорьевич | Разумовский, Алексей Григорьевич | императрица Елизавета Петровна      | Приписывается Княжна Тараканова              | Легенда, см. Предание о браке Елизаветы Петровны    |
| 1774/1775 |         | Потемкин, Григорий Александрович | Потемкин, Григорий Александрович | императрица Екатерина II            | Приписывается Тёмкина, Елизавета Григорьевна | Легенда, см. Свадьба Екатерины II и Потёмкина       |
| 1868      |         | Жуковская, Александра Васильевна | Жуковская, Александра Васильевна | великий князь Алексей Александрович | граф Алексей Алексеевич Белёвский-Жуковский  | Вероятно, сын был внебрачным, а не морганатическим. |

## Неравнородные браки
Все русские царицы времён Романовых до Екатерины II происходили из подданных государя. С точки зрения позднейших времён эти браки могут быть охарактеризованы как неравнородные. Происходило это потому, что православные монархи (в сущности, весьма немногочисленные) имели проблемы с поиском подходящей пары того же достоинства. В России был позаимствован из Византии обычай смотра невест, когда наречённой становилась самая красивая девушка вне зависимости от её знатности или худородности.
Пётр I, объявив о создании Российской империи, вышел на международную брачную арену и всё своё потомство, а также детей брата из дипломатических соображений постарался связать узами с европейскими монархами. Единственным исключением был он сам и его младшая племянница.
| Год        | Портрет | Имя                                  | Пожалованное имя                   | Супруг                     | Потомство                                 | Примечание                                |
| ---------- | ------- | ------------------------------------ | ---------------------------------- | -------------------------- | ----------------------------------------- | ----------------------------------------- |
| 1712       |         | Марта (предположительно Скавронская) | Екатерина Алексеевна (Екатерина I) | император Пётр I           | Дети Петра I (все внебрачные — узаконены) | Дети Петра I (все внебрачные — узаконены) |
| 1720-е (?) |         | Дмитриев-Мамонов, Иван Ильич         | Дмитриев-Мамонов, Иван Ильич       | царевна Прасковья Ивановна | сын, умерший во младенчестве              | (Рюриковичи)                              |

После того, как Пётр II умер накануне назначенного уже бракосочетания с Екатериной Долгорукой, больше подобных браков не было до Константина Павловича (см. выше). Гольштейн-Готторпы принесли в Россию нормы подбора невест, принятые в Священной Римской империи. Брак Константина Павловича, означавший разрыв с традицией, шокировал современников; их растерянность относительно юридических последствий этого акта наглядно проявилась во время кризиса 1825 года.

## Разводы
Разводы не приветствовались, однако встречались. Браки, заключенные после этого супругами, как правило, были морганатическими.
- Великий князь Константин Павлович ≠ великая княгиня Анна Фёдоровна (1820). Официально брак расторгнут манифестом Александра I.
- Его императорское высочество член Дома герцог Георгий Максимилианович, 6-й герцог Лейхтенбергский ≠ герцогиня Анастасия Черногорская (1906). Следующий брак Анастасии с великим князем Николаем не имел никаких поражений в правах.
- Великая княжна Мария Павловна (1890—1958) ≠ шведский принц Вильгельм, герцог Сёдерманландский (1914)
- Великая княжна Ольга Александровна ≠ его императорское высочество член Дома принц Пётр Ольденбургский (1916). Император Николай II утвердил определение святейшего синода, признававшее брак расторгнутым.